# Reidar Amble Ommundsen
Reidar Amble Ommundsen, né le 17 mars 1890 à Sørvågen et mort le 26 décembre 1940 à Oslo, est un sauteur à ski, un footballeur et un médecin norvégien.

## Biographie

### Vie familiale
Reidar Amble Ommundsen est le fils du médecin Herman Ommundsen (1849–1910) et de Marie Amble (1855–1907). 

### Carrière sportive

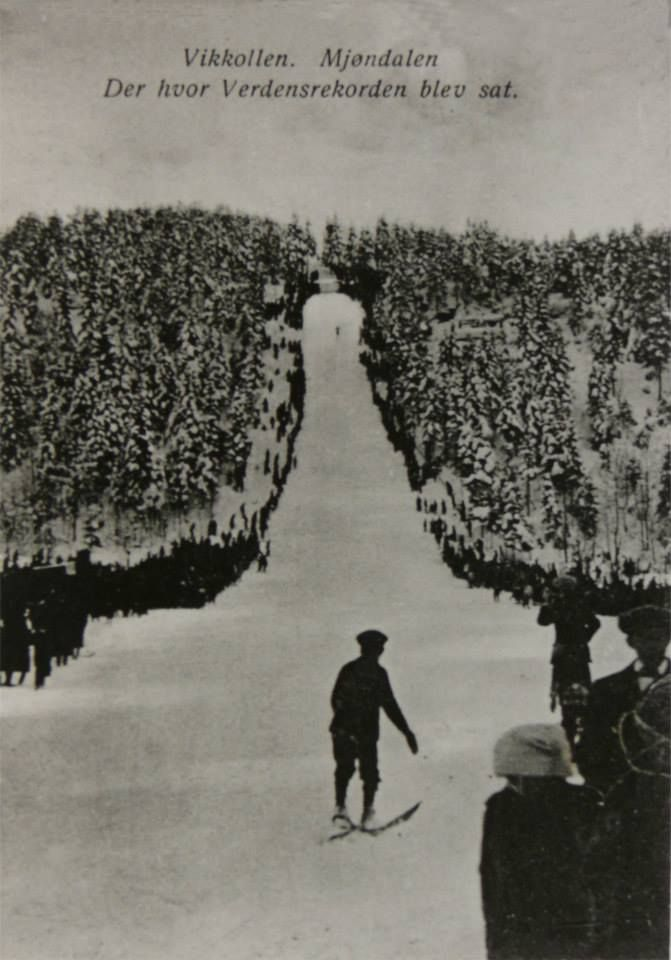
Vikkollen lors du record du monde de Reidar Amble Ommundsen.

En 1911, Reidar Amble Ommundsen est le gardien du FK Lyn. Le club remporte la Coupe de Norvège 1911 (no) en battant 5-2 le Urædds FK . Pour la saison 1911, Reidar Amble Ommundsen remplace August Heiberg Kahrs (no) qui était le gardien du club lors des titres précédents du club.
Reidar Amble Ommundsen est un grand sportif et en plus du football, il pratique le combiné nordique,. Il est un bon sauteur mais un coureur de ski de fond assez moyen. Cependant à l'époque, seul le combiné nordique existe. En effet, le saut à ski et le ski de fond ne deviendront des disciplines à part entière en Norvège que dans les années 1930. Lors d'une compétition de combiné nordique en 1915, il participe à une compétition sur le nouveau tremplin de Vikkollen (en). Il signe un saut à 54 m ce qui est le record du monde de saut à ski,. Cette performance est remise en cause par des officiels norvégiens car ils ne pensent pas que Reidar Amble Ommundsen soit capable d'une telle performance. Finalement le record est validé mais Reidar Amble Ommundsen préfère arrêter le ski.
Reidar Amble Ommundsen termine ses études de médecine. Il s'installe à Sarpsborg dans les années 1920. Il décide ensuite d'aller en Finlande aider les blessés lors de la Guerre d'Hiver. Enfin, il revient en Norvège et il ouvre son cabinet de médecine dans le quartier de Grünerløkka à Oslo à l'automne 1940. Il meurt quelques semaines plus tard.

### Vie personnelle
Reidar Amble Ommundsen est marié avec Barbra Sandnes en 1920. Le couple a eu cinq enfants.

## Palmarès

### Résultats
En football, Reidar Amble Ommundsen remporte la Coupe de Norvège 1911 (no).

### Record du monde établi
| Date           | Athlète                | Distance  | Tremplin       | Lieu      |
| -------------- | ---------------------- | --------- | -------------- | --------- |
| 7 février 1915 | Reidar Amble Ommundsen | 54 mètres | Vikkollen (en) | Mjøndalen |